# Samuel Arnold
Samuel Bland Arnold (6 de septiembre de 1834 - 21 de septiembre de 1906) estuvo involucrado en el complot para secuestrar al presidente Abraham Lincoln en 1865.
Él y los otros conspiradores, John Wilkes Booth, David Herold, Lewis Powell, Michael O'Laughlen y John Surratt, iban a secuestrar a Lincoln y retenerlo a cambio de miles de prisioneros Confederados en Washington D. C. Esto se intentó dos veces, pero fallaron ya que Lincoln no estuvo dónde ellos pensaron que estaría.
Después del asesinato por Booth el 14 de abril de 1865 de Lincoln, Arnold fue arrestado por sospecha de complicidad. Él en realidad fue relevado cuando fue arrestado. Durante el juicio, uno de los principales testigos fue Louis J. Weichmann, un huésped en la casa de Mary Surratt (madre de John Surratt).
Arnold fue sentenciado a cadena perpetua en Fort Jefferson, junto a Samuel Mudd, Michael O'Laughlen, y Edmund Spangler. En 1869, Arnold, Mudd, y Spangler fueron liberados después de ser indultados por el presidente Andrew Johnson (O'Laughlen había muerto en prisión en 1867).
Después de que Samuel Arnold regresara a casa, vivió tranquilamente fuera del ojo público por más de treinta años. En 1898, regresó a Fort Jefferson y tomó fotografías de su celda, pero estas fotografías no se han conservado. En 1902, Arnold escribió una serie de artículos de periódicos para Baltimore American describiendo su encarcelamiento en Fort Jefferson.
Arnold murió cuatro años después el 21 de septiembre de 1906. Está enterrado en Green Mount Cemetery, en Baltimore, Maryland. El único conspirador que lo sobrevivió fue John Surratt.